# FMN (koenzym)
Flavinmononukleotid (FMN), eller riboflavin-5′-fosfat, är en biomolekyl som produceras av riboflavin (vitamin B2) av enzymet riboflavinkinas och fungerar som protesgruppen i olika oxidoreduktaser, såsom NADH-dehydrogenas, såväl som kofaktor i biologiska fotoreceptorer för blått ljus. Under den katalytiska cykeln sker en reversibel omvandling av de oxiderade formerna av (FMN), semikinon (FMNH • ) och reducerade (FMNH2) i de olika oxidoreduktaserna. FMN är ett starkare oxidationsmedel än NAD och är särskilt användbar eftersom den kan delta i både en- och två-elektronöverföringar. I sin roll som fotoreceptor för blått ljus skiljer sig (oxiderad) FMN från de "konventionella" fotoreceptorerna som signaleringstillstånd och inte en E/Z-isomerisering.
FMN är den huvudsakliga formen i vilken riboflavin finns i celler och vävnader. Det kräver mer energi att producera, men är mer lösligt än riboflavin. I celler förekommer FMN fritt cirkulerande men också i flera kovalent bundna former. Kovalent eller icke-kovalent bundet FMN är en kofaktor för många enzymer som spelar en viktig patofysiologisk roll i cellulär metabolism. Till exempel har dissociation av flavinmononukleotid från mitokondriekomplex I visat sig inträffa under ischemi/reperfusion hjärnskada under stroke.

## Livsmedelstillsats
Ämnet används som en orangerött livsmedelsfärgämne och har E-numret E101a.
E106, ett mycket närbesläktat matfärgämne, är riboflavin-5'-fosfatnatriumsalt, som huvudsakligen består av mononatriumsaltet av 5'-monofosfatestern av riboflavin. Det omvandlas snabbt till fritt riboflavin efter intag. Det finns i många livsmedel för spädbarn och småbarn samt sylt, mjölkprodukter och godis och sockerprodukter.